# Brug bij Heusden

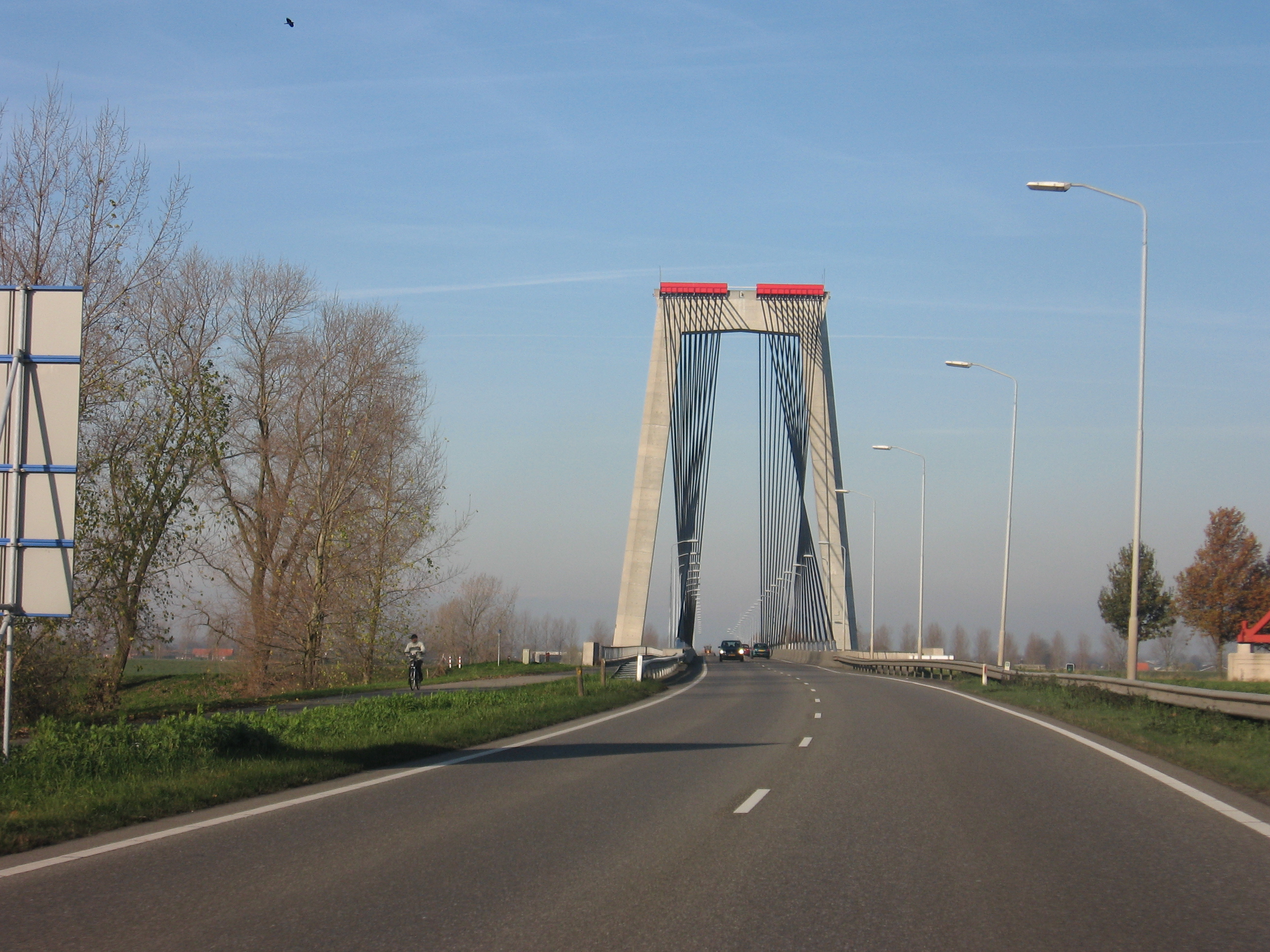
Gezien vanaf de N267

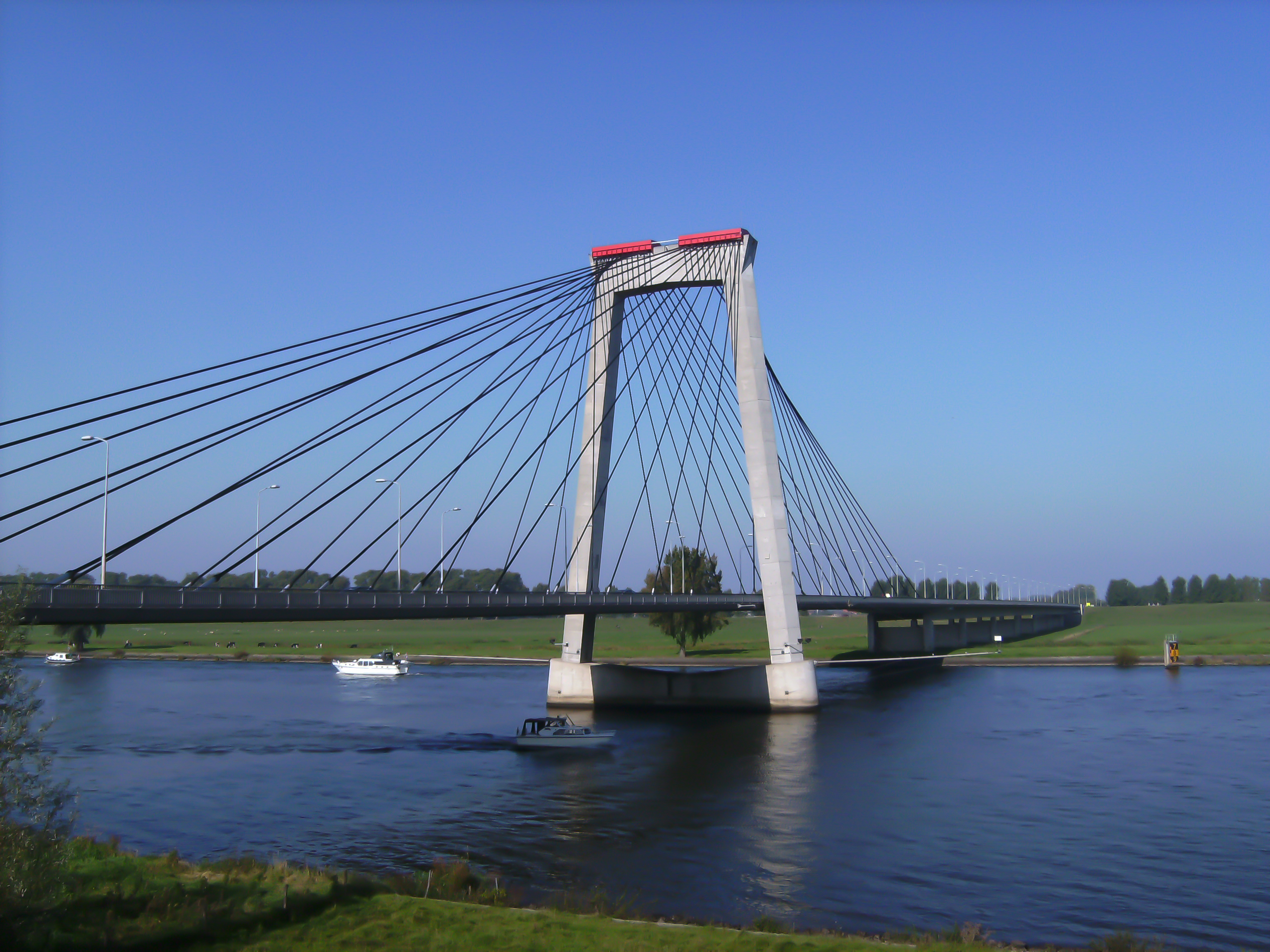
Heusden, brug over de Bergse Maas

De Brug bij Heusden is een tuibrug voor wegverkeer over de Bergsche Maas, nabij de vestingstad Heusden. De oeververbinding is onderdeel van de provinciale weg 267. De brug overspant de rivier de Bergsche Maas over een lengte van 540 meter.